# المصياد (السوادية)

تعديل مصدري - تعديل

المصياد هي إحدى قرى عزلة ال منصور بني وهب بمديرية السوادية التابعة لمحافظة البيضاء، بلغ تعداد سكانها 156 نسمة حسب تعداد اليمن لعام 2004.